# 1933 (szám)
Az 1933 (római számmal: MCMXXXIII) az 1932 és 1934 között található természetes szám.

## A matematikában
A tízes számrendszerbeli 1933-as a kettes számrendszerben 11110001101, a nyolcas számrendszerben 3615, a tizenhatos számrendszerben 78D alakban írható fel.
Az 1933 páratlan szám, prímszám. Kanonikus alakja 19331, normálalakban az 1,933 · 103 szorzattal írható fel. Két osztója van a természetes számok halmazán, ezek növekvő sorrendben: 1 és 1933.
Középpontos hétszögszám.
Az 1933 hetvenkét szám valódiosztóösszeg-függvényeként áll elő, ezek közül a legkisebb a 7925.